# Speedrive
Singles de Misono
Kojin Jugyo
(2006) LOVELY CAT'S EYE
(2006)
Speedrive est le 3e single de Misono sorti sous le label Avex Trax le 12 juillet 2006 au Japon. Il atteint la 21e place du classement de l'Oricon, il reste classé pendant 6 semaines, pour un total de 16 145 exemplaires vendus. Il sort en format CD et CD+DVD.
Speedrive a été utilisé comme thème musical pour le film Lovely Complex. Speedrive et Ari to Girigirsu ~10 Years Later~ se trouvent sur l'album never+land. Le thème de ce single est Le Vilain Petit Canard.

## Liste des titres
Toutes les paroles sont écrites par Misono.
| 1. | Speedrive (スピードライブ)                                            | Cannabis & Takahiro Izutani | 4:26 |
| 2. | Ari to Girigirsu ~10 Years Later~ (アリとキリギリス)                  | 中津川陽三                  | 4:28 |
| 3. | Speedrive （Instrumental） (スピードライブ)                           | Cannabis & Takahiro Izutani | 4:26 |
| 4. | Ari to Girigirsu ~10 Years Later~ （Instrumental） (アリとキリギリス) | 中津川陽三                  | 4:26 |

| 1. | Speedrive (スピードライブ) |  |

## Interprétations à la télévision
- Music Fighter (8 juillet 2006)
- MelodiX! (22 juillet 2006)